# Insuficiencia cardíaca
La insuficiencia cardíaca (IC) es la incapacidad del corazón de bombear sangre en los volúmenes más adecuados para satisfacer las demandas del metabolismo; si lo logra, lo hace a expensas de una elevación anormal de la presión de llenado de los ventrículos cardíacos. La IC es un síndrome que resulta de trastornos, bien sean estructurales o funcionales, que interfieren con la función cardíaca. No debe confundirse con la pérdida de latidos, lo cual se denomina asistolia, ni con un paro cardíaco, que es el cese de la función normal del corazón, con el subsecuente colapso hemodinámico, que lleva a la muerte. Puesto que no todos los pacientes cursan con sobrecarga de volumen en el momento de la evaluación inicial o revaluaciones subsiguientes, se prefiere el término insuficiencia cardíaca sobre el más anticuado término insuficiencia cardíaca congestiva.
El 19 de febrero de 2021 La Sociedad Americana de Insuficiencia Cardíaca (HFSA), la Asociación de Insuficiencia Cardíaca de la Sociedad Europea de Cardiología (HFA-ESC) y la Sociedad Japonesa de Insuficiencia Cardíaca (JHFS) publican la nueva Definición y Clasificación de Insuficiencia cardíaca, que estandarizará el lenguaje y las prácticas alrededor de la definición y clasificación de la Insuficiencia Cardiaca (IC). Este documento también fue avalado por la Sociedad Canadiense de IC, la Asociación de IC de la India, La Sociedad Cardiológica de Australia y Nueva Zelanda y la Asociación China de IC.
En dicho documento, los autores proponen una definición universal de la insuficiencia cardíaca que detalla que la IC es un síndrome clínico con síntomas o signos que están causados por una anomalía estructural o funcional del corazón, corroborada por niveles elevados de péptidos natriuréticos o evidencia objetiva de congestión pulmonar o sistémica. La evidencia objetiva de congestión pulmonar o sistémica de causa cardíaca, mediante de diagnóstico, como pueden ser las imágenes (p. ej., mediante RX o presiones de llenado elevadas por ecocardiografía) o mediciones hemodinámicas (p. ej., cateterismo cardíaco derecho, catéter de AP) en reposo o con provocación (p. ej. ejercicio)
La insuficiencia cardíaca es una enfermedad común, costosa, incapacitante y potencialmente mortal. En los países desarrollados, alrededor del 2 % de las personas sufren de insuficiencia cardíaca, pero aumenta en los mayores de 65 años a 6-10 %. Es la principal causa de hospitalización en personas mayores de 65 años.
Sobre todo debido a los costos de hospitalización, la IC se asocia con un alto gasto en salud. Los costos se han estimado en el 2 % del presupuesto total del Servicio Nacional de Salud en el Reino Unido, y más de 35 000 millones de dólares en los Estados Unidos. La insuficiencia cardiaca se asocia con una significativa reducción de la actividad física y mental, resultando en una calidad de vida notablemente disminuida. Con la excepción de la insuficiencia cardíaca causada por condiciones reversibles, el trastorno por lo general empeora con el paso del tiempo. Aunque algunas personas sobreviven durante muchos años, la progresión de la enfermedad se asocia con una tasa de mortalidad general anual del 10 %.

## Clasificación
La clasificación funcional clásica de la insuficiencia cardíaca se debe a la New York Heart Association (NYHA). Este sistema de puntuación documenta la gravedad de los síntomas en un paciente cualquiera con insuficiencia cardíaca, y puede ser usado para evaluar la respuesta al tratamiento aplicado, de estar el paciente en una etapa terapéutica. Aunque su uso es muy amplio, la puntuación de la NYHA no es fielmente reproducible de un individuo a otro ni es útil para predecir con certeza la cantidad de la limitación a la actividad física de cada paciente con insuficiencia cardíaca crónica (ICC), es decir, la distancia de caminatas o el grado de tolerancia al ejercicio en las evaluaciones formales. Con frecuencia, la insuficiencia cardíaca crónica se pasa por alto debido a la falta de una definición universalmente aprobada y a las dificultades diagnósticas, en especial si la condición se considera «leve».
La NYHA define cuatro grados de IC, sobre la base de la valoración subjetiva que hace el médico durante el interrogatorio clínico, fundamentado sobre la presencia y gravedad de la dificultad respiratoria.
| Grado I     | No se experimenta limitación física al movimiento, no aparecen síntomas con la actividad física rutinaria, a pesar de haber disfunción ventricular (confirmada, por ejemplo, por ecocardiografía). |
| Grado IIA   | Ligera limitación al ejercicio, aparecen los síntomas con la actividad física diaria ordinaria —por ejemplo, subir escaleras— resultando en fatiga, disnea, palpitaciones y angina, entre otras. Desaparecen con el reposo o la actividad física mínima, momento en que el paciente se está más cómodo. |
| Grado IIIA1 | Marcada limitación al ejercicio. Aparecen los síntomas con las actividades físicas menores, como el caminar, y desaparecen con el reposo. |
| Grado IVA   | Limitación muy severa, incapacidad para realizar cualquier actividad física. Aparecen los síntomas aún en reposo. |

Hay otras formas diferentes de categorizar la insuficiencia cardíaca, como son:
- el lado del corazón afectado (IC-derecha versus IC-izquierda).
- si la anormalidad es debida a la contracción o la relajación del corazón (IC-sistólica versus IC-diastólica, respectivamente)
  - Disfunción ventricular sistólica: debida a miocardiopatía dilatada, cardiopatía isquémica o miocardiopatía idiopática; incapacidad del ventrículo de contraerse normalmente y expulsar suficiente sangre; y se caracteriza por el agrandamiento y la dilatación de las cavidades ventriculares.
  - Disfunción ventricular diastólica: por hipertensión de larga evolución, valvulopatía estenósica, miocardiopatía hipertrófica primaria: incapacidad para relajar el ventrículo y llenarse en forma normal; ocasiona engrosamiento y falta de adaptabilidad de las paredes ventriculares con volúmenes ventriculares pequeños. Afecta a menudo más a mujeres que a hombres (ancianas hipertensas).

- si el trastorno se debe a un bajo gasto cardíaco o una elevada resistencia vascular sistémica (IC con gasto elevado versus IC con gasto bajo).
- el grado de deterioro funcional conferido por el trastorno (tales como la clasificación funcional de la NYHA).
- si la aparición es aguda o crónica.
- si cursa con flujo retrógrado o anterógrado a nivel de las válvulas cardíacas.
- las causadas por retención de sodio y agua.

### Agrupación ACC/AHA
En sus lineamientos de 2001, el American College of Cardiology y la American Heart Association, trabajando conjuntamente, presentaron cuatro estadios de la insuficiencia cardíaca en relación con la evolución y progreso de la enfermedad:
| Estadio A | Paciente con alto riesgo de IC en el futuro pero sin trastornos cardíacos estructurales en el presente. |
| Estadio B | Trastornos cardíacos estructurales sin síntomas de ningún grado; paciente con fracción de expulsión del 50 %, gasto cardiaco normal. |
| Estadio C | Síntomas de IC en el presente o en algún momento en el pasado, en el contexto de un problema cardíaco estructural de base y tratado médicamente; el gasto cardiaco está ligeramente reducido y usa el mecanismo de Frank-Starling como compensación, está presente la fatiga, disnea con grandes o medianos esfuerzos. |
| Estadio D | Enfermedad en estado avanzado que requiere un apoyo hospitalario, un trasplante de corazón o cuidados paliativos; gasto cardiaco disminuido, hay fatiga y disnea en reposo. |

## Epidemiología
La prevalencia de la insuficiencia cardíaca es elevada en los países industrializados debido a la mayor edad de la población, la incidencia de hipertensión arterial y una mejoría en la sobrevida de las enfermedades de la arteria coronaria, especialmente seguida de un infarto de miocardio. La tasa total estimada gira entre 3 y 20 casos por cada mil habitantes. En personas mayores de 65 años, sube entre 30 y 130 por cada mil personas de esa edad. La tasa de mortalidad de la IC en un año del diagnóstico es del 35-45 %.

## Etiología

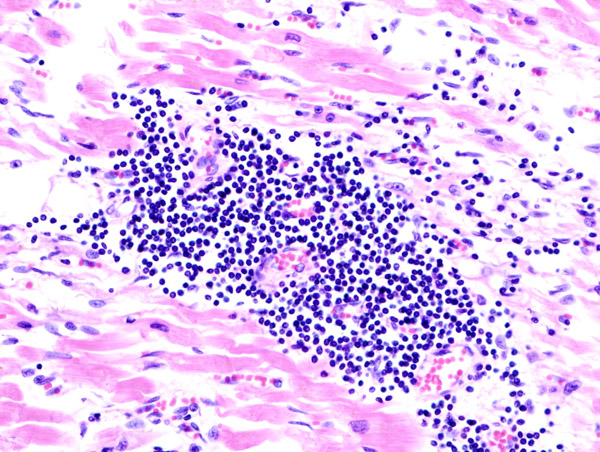
Imagen histopatológica de una miocarditis viral en un paciente fallecido por insuficiencia cardíaca aguda.

La insuficiencia cardíaca es, en casi todos los casos, el resultado final de la mayoría de las enfermedades cardíacas primarias y de deterioro del corazón.
Causas primarias
Consecuencia de cardiopatías propias:
- Cardiopatía isquémica (75 %)
- Las menos frecuentes: cardiopatía congénita, valvular e hipertensiva.

Causas desencadenantes
Alteraciones que imponen cargas adicionales al miocardio, el cual está generalmente ya sobrecargado en exceso desde tiempo previo a:
- Infección (fiebre, taquicardia, hipoxemia, aumento de las necesidades metabólicas)
- Arritmias (frecuentes)
- Excesos físicos, dietéticos, líquidos, ambientales y emocionales
- Infarto de miocardio (deteriora aún más la función cardíaca)
- Embolia pulmonar (infartos pulmonares)
- Anemia
- Tirotoxicosis y embarazo (por elevación del gasto cardíaco)
- Agravamiento de la hipertensión
- Miocarditis reumática, vírica y otras formas (fiebre reumática aguda, infecciones e inflamaciones del miocardio)
- Endocarditis infecciosa.

Las causas o factores que contribuyen a la insuficiencia cardíaca pueden ser agrupadas en función del lado del corazón que afecten, incluyendo:
| Causas de insuficiencia cardíaca | Causas de insuficiencia cardíaca                                                                                                 |
| --- | --- |
| IC izquierda: hipertensión (presión sanguínea elevada), valvulopatía aórtica, mitral, coartación aórtica | IC derecha: hipertensión pulmonar (p. ej.: debida a enfermedad pulmonar obstructiva crónica), valvulopatía pulmonar o tricúspide |
| Puede afectar ambos lados: cardiopatía isquémica (debido a un suministro vascular insuficiente, usualmente como resultado de coronariopatías); ésta puede ser crónica o causada por un infarto agudo de miocardio (ataque al corazón), arritmias crónicas (p. ej.: fibrilación auricular), miocardiopatía de cualquier causa, fibrosis cardíaca, anemia crónica severa, enfermedad de la tiroides (hipertiroidismo e hipotiroidismo) | |

Existe una relación directa e importante entre el sistema renina: angiotensina y la insuficiencia cardíaca. En estados fisiológicos, este complejo hormonal provee un bosquejo de balance metabólico. Sin embargo, su persistencia a largo plazo ejerce efectos muy perjudiciales sobre la hemodinámica del corazón, causando un ciclo que, en pacientes predispuestos, resulta irreversible sin tratamiento médico, provocando vasoconstricción, retención de sodio y agua e hipertrofia ventricular, lo que dificulta aún más que el corazón bombee sangre en los volúmenes adecuados para satisfacer las necesidades metabólicas del cuerpo.

## Patogenia
La IC progresa porque los sistemas neurohormonales activados por la injuria inicial al corazón ejercen un efecto perjudicial sobre la circulación. El efecto se presenta porque la activación neurohormonal incrementa las anormalidades hemodinámicas de la IC o porque tal activación ejerce un efecto tóxico directo sobre el miocardio. M. Packer

Estructura química de la noradrenalina.

A pesar de que no hay un consenso sobre el orden en que aparecen los mecanismos de compensación fisiológicos que, con el tiempo, causarán la incapacidad y alteración del miocardio, se sabe que esta alteración orgánica-funcional es precedida por cambios constantes en el esquema de diversos sistemas moleculares compensadores. La forma clásica de IC produce reducción del volumen sistólico, vaciamiento ventricular (fracción de eyección) inadecuado —disminuido más del 50 %—, dilatación cardíaca y elevación de la presión diastólica ventricular. Algunos de estos moduladores son:
- Noradrenalina. Es un neurotransmisor del sistema nervioso vegetativo (autónomo), específicamente del simpático, cuyo efecto produce vasoconstricción y taquicardia. Ello aumenta la frecuencia cardíaca y la fuerza de contracción del corazón y disminuye el flujo coronario.[11] También induce la liberación de renina por el riñón. La elevación de la noradrenalina y su efecto sobre receptores adrenérgicos se encuentran en pacientes en los primeros estadios de la enfermedad (NYHA clases I y II).[12] El efecto es una reducción en el volumen minuto cardíaco (volumen sistólico) y una intolerancia al ejercicio.
- Renina. La reducción del volumen sistólico, la aparición de la vasoconstricción y la disminución de la presión arterial, además de otros mecanismos, influyen sobre el aparato yuxtaglomerular del riñón, produciéndose renina. La renina y sus efectos estimulan la vasoconstricción dependiente de la enzima convertidora de angiotensina y también estimula a la aldosterona en la reabsorción de sodio desde los túbulos distales en el riñón, lo cual, osmóticamente, arrastra al agua, aumentando el volumen circulante.[13]
- Vasopresina. Al reducirse el volumen sistólico eyectado por el ventrículo izquierdo, se estimula la producción de vasopresina, una hormona liberada principalmente en respuesta a cambios en el volumen sanguíneo. Junto con la aldosterona, produce vasoconstricción y aumento en el retorno venoso, además actúa sobre receptores en el corazón, produciendo fibrosis miocárdica.[12] Ese aumento en el retorno venoso y su consecuente incremento en el volumen de poscarga del ventrículo izquierdo conducen a la necesidad de un aumento en la contractilidad cardíaca y, con el tiempo, a la hipertrofia ventricular.
- Muerte celular. Las lesiones cardíacas primarias o secundarias, como la hipertensión arterial descontrolada o una miocardiopatía, entre muchas otras etiologías, aumentan la carga hemodinámica, activando sistemas que reducen la perfusión sistémica. El corazón, sensible a ello, altera sus mecanismos metabólicos, tales como la reducción del aporte de ATP, incremento de estrés oxidativo de radicales libres, reducción de la actividad de la creatina cinasa, todo lo cual induce la muerte celular o apoptosis.
- Citocinas. Las citocinas que participan en la fisiopatología de la insuficiencia cardíaca incluyen el factor de necrosis tumoral alfa, Interleucina-1, Interleucina-6, la serotonina, prostaciclina, bradicinina y tromboxano, que liderizan la respuesta inflamatoria de la IC.[14][15] Las citocinas producen remodelación ventricular, anormalidades del metabolismo (anorexia y caquexia), desacople del receptor β de la adenilciclasa, disminuye el inotropismo (regulación contráctil) cardíaco e induce apoptosis.
- Endotelina-1. La endotelina-1 es un péptido producido por células endoteliales y uno de los más potentes vasoconstrictores estudiados en el presente. La sobreproducción de endotelina-1 por el endotelio cardíaco produce vasoconstricción arterial y venosa y proliferación del músculo liso.[15] En el corazón aumenta la variación en la contractilidad (inotropismo) y la hipertrofia.

### Insuficiencia cardíaca izquierda
Los trastornos producidos por la congestión a nivel pulmonar se dividen en:
- Bronquiales:
  - El exceso de moco produce tos.
  - Los vasos dilatados producen hemoptisis.
  - El edema de la mucosa produce asma cardíaca y disnea (dificultades respiratorias).
- Alveolares:
  - El edema intersticial y alveolar producen retardo del intercambio gaseoso, lo cual causa disnea (dificultades respiratorias) y cianosis.
  - Rigidez pulmonar y concomitante disnea refleja por resistencia mecánica a la respiración.

La disminución en el gasto cardíaco ocasiona un incremento en la presión diastólica final del ventrículo izquierdo (PDFVI), aumentando así la presión en la aurícula izquierda. Ello se transmite hacia atrás como congestión de los vasos bronquiales que drenan en la aurícula izquierda a través de las venas pulmonares causando edema de la mucosa bronquial, obstrucción al paso del aire (disnea) y aumento de la secreción de moco bronquial, que causa ruptura de pequeños vasos, extravasación de glóbulos rojos y expectoración sangrienta (hemoptisis). Adicionalmente, el aumento en la presión en el territorio venocapilar pulmonar trae como consecuencia el paso de líquido y células al espacio alveolar, empeorando la relación ventilación-perfusión.

### Insuficiencia cardíaca derecha
La principal causa de insuficiencia cardíaca derecha es la insuficiencia cardíaca izquierda. El aumento en la presión del territorio venocapilar pulmonar se traducirá, con el tiempo, en un aumento de la presión en la aurícula y ventrículo derecho, causando falla ventricular derecha, aumento de la PDFVD y de la presión venosa de retorno sistémico y los signos de edema, hepato y esplenomegalia, congestión renal y gastrointestinal, etc.
El ventrículo derecho puede fallar independientemente de los trastornos en el lado izquierdo del corazón, como es el caso de la enfermedad pulmonar obstructiva crónica, en la que un aumento en la resistencia de la vasculatura pulmonar se desarrolla como consecuencia de cambios en la arquitectura del pulmón. El incremento de la resistencia vascular pulmonar causa una sobrecarga en el ventrículo derecho que conlleva a un aumento en la fuerza de bombeo del ventrículo y la eventual falla cardíaca. Otras causas de fallo aislado del corazón derecho son el tromboembolismo pulmonar y la hipertensión pulmonar primaria.

## Cuadro clínico

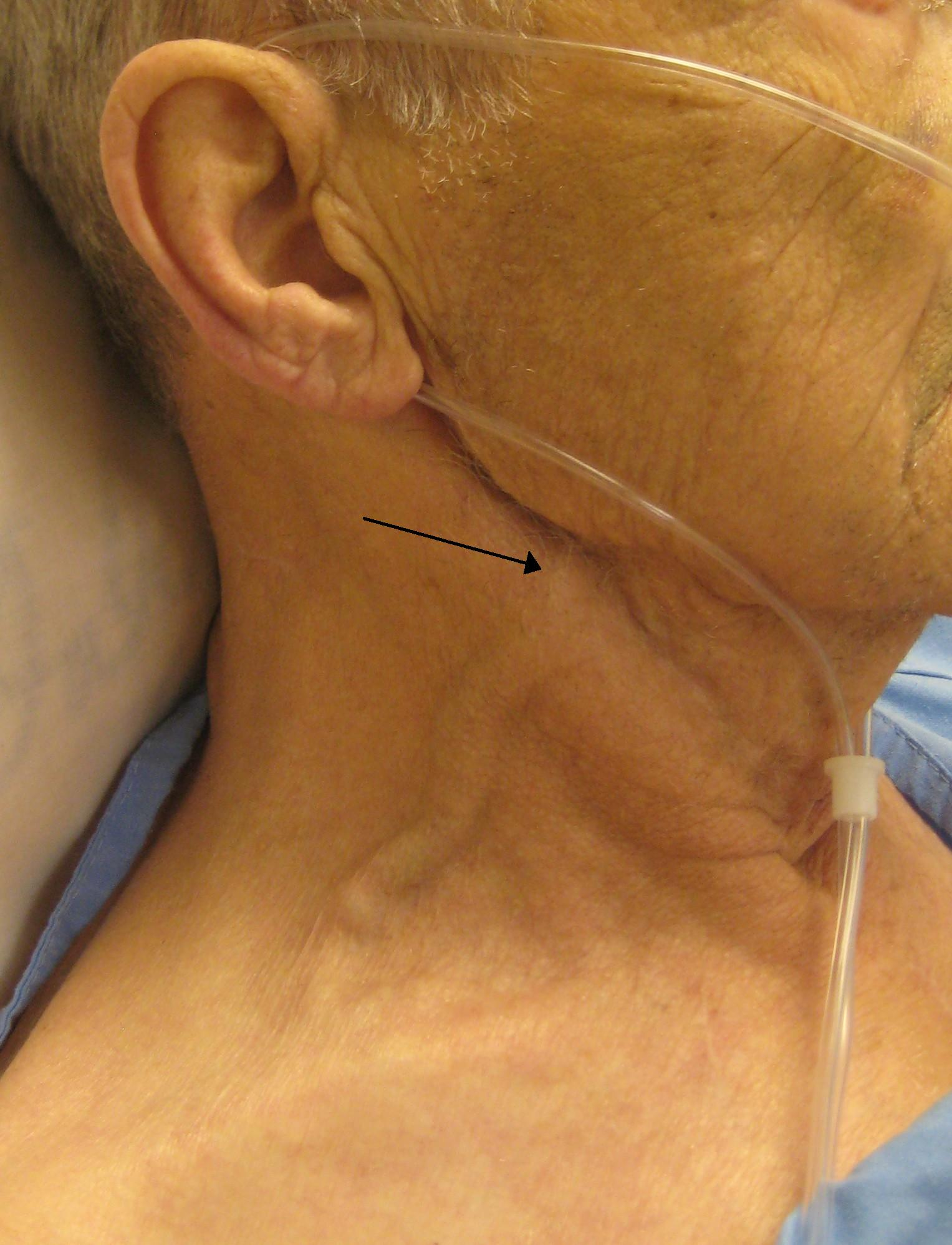
Un hombre con insuficiencia cardíaca y marcada distensión venosa yugular. Vena yugular externa marcada por una flecha.

Los síntomas dependen grandemente del lado del corazón que esté predominantemente afectado. Semiológicamente se puede clasificar la Insuficiencia Cardiaca (IC) como IC izquierda o derecha (según la cámara afectada). Esta clasificación es teórica, ya que en la clínica los síntomas, por lo general, se sobreponen.

### Síntomas

#### Disnea

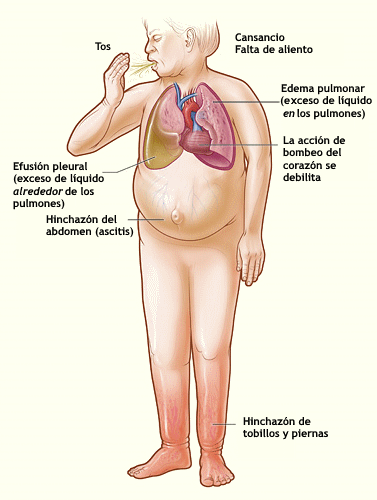
Ilustración que muestra los principales signos y síntomas de la insuficiencia cardíaca.

En una IC Izquierda, el ventrículo izquierdo (VI) tiene dificultad para expulsar la sangre, lo cual provoca un aumento de presión dentro del VI. Dado que el lado izquierdo del corazón bombea sangre proveniente de los pulmones, cualquier fallo en el movimiento anterógrado de la sangre desde el ventrículo izquierdo se transmitirá «hacia atrás» y provocará congestión pulmonar, y «hacia delante» causará una disminución del flujo sanguíneo a los tejidos. Como consecuencia aparecen signos y síntomas predominantemente respiratorios, característicos de este síndrome: la dificultad respiratoria, siendo el síntoma más frecuente de la IC, denominada disnea, en casos más severos aparece aún en reposo. Es frecuente también la ortopnea, que es una forma de disnea al reclinarse o acostarse, así como la disnea paroxística nocturna, que son ataques nocturnos de dificultad respiratoria y en casos severos un cuadro de edema pulmonar agudo, todo lo cual conlleva a una facilidad a la fatiga. La pobre circulación de sangre por el cuerpo causa mareos, confusión y sudoración profusa (diaforesis) con extremidades frías en el reposo.

#### Edema
El lado derecho del corazón bombea sangre que proviene de los tejidos en dirección hacia los pulmones con el fin de intercambiar dióxido de carbono (CO2) por oxígeno (O2). El aumento de presión del lado derecho provoca dificultad en el retorno venoso y congestión sanguínea en los tejidos periféricos. Ello causa edema de los miembros inferiores, que suele llegar a cubrir hasta el abdomen, momento en que se denomina anasarca.
La nicturia consiste en frecuentes idas nocturnas al baño para orinar y ocurre en la IC como resultado del aumento del flujo sanguíneo renal cuando el paciente se acuesta para dormir.
- Durante el día, cuando los músculos esqueléticos están activos, el bajo gasto cardíaco hace que la sangre se redirija de los riñones a la musculatura del cuerpo. El riñón interpreta el desvío como una reducción en el flujo sanguíneo, tal como ocurriría en la hipovolemia, por lo que retiene sodio por acción del sistema renina-angiotensina-aldosterona.
- De noche, cuando el paciente con IC se acuesta a descansar, el bajo gasto cardíaco no es usado por los músculos, de manera que fluye al riñón, por lo que aumentan las idas al baño.

En casos más severos, se provoca hipertensión portal, con los síntomas asociados a ella: acúmulo de líquido en el abdomen (ascitis), aumento del tamaño del hígado (hepatomegalia), síntomas gastrointestinales, etc. La IC-derecha raramente aparece sola, generalmente se asocia a una IC-izquierda previa, que es la principal causa de la falla del lado derecho del corazón.
La insuficiencia cardíaca se descompensa con facilidad. Esto puede ocurrir como resultado de una enfermedad concomitante, como la neumonía, por anemia, hipertiroidismo, trastornos del ritmo cardíaco o, en especial por un infarto. Estas condiciones añaden tensión al corazón, lo que causará que los síntomas empeoren rápidamente. Un exceso en la ingesta de líquidos o sal (incluyendo fluidos intravenosos por indicaciones no relacionadas con la IC) y medicamentos que causen retención de líquidos (tales como los AINE y las tiazolidinediona-TZD) pueden precipitar esta descompensación. Si no es posible corregir la causa que provoca la insuficiencia cardíaca, ésta finalmente puede producir la muerte del paciente.

### Signos
Al examinar a un paciente con probable IC, el profesional de salud buscaría ciertos signos que con frecuencia la acompañan. Aquellos signos generales que indican una IC son taquicardia e ingurgitación yugular, una palpitación precordial desplazada durante la auscultación del tórax por agrandamiento del corazón, y puede haber ritmo de galope por 3º ruido y trastornos del ritmo cardíaco. Los soplos cardíacos pueden indicar la presencia de una valvulopatía, por ejemplo, una estenosis aórtica, o bien una insuficiencia mitral producto de la IC.

#### Taquicardia
El aumento de la frecuencia cardíaca aparece en la insuficiencia cardíaca debido al aumento en la liberación de catecolaminas, que son un mecanismo compensatorio para mantener el gasto cardíaco en presencia de una disminución en la fracción de eyección de la sangre fuera del corazón. Las catecolaminas aumentan tanto la fuerza como la velocidad de cada contracción del corazón.

#### Estertores pulmonares
Otro signo clínico de una IC predominantemente izquierda, son los estertores crepitantes en los pulmones, productos de la acumulación de líquido por el edema pulmonar, y sibilancias bronquiales. Puede haber evidencias de derrame pleural —especialmente del lado derecho, debido a la compresión de las venas pulmonares derechas por el corazón hipertrófico— y cianosis por la mala absorción de oxígeno por un pulmón inundado de líquido extravasado.

#### Hipertrofia cardíaca
A medida que el corazón va fallando, depende en mayor medida en el mecanismo de Frank-Starling, es decir, las fibras musculares se dilatan conllevando a una hipertrofia excéntrica. El aumento del tamaño del corazón causa que el choque de la punta del ventrículo izquierdo sobre el tórax se desplace hacia abajo y hacia la izquierda. Este cambio en el choque del ápice cardíaco se detecta en el examen físico del sujeto.

#### Soplos cardíacos
Los pacientes con IC que conservan un ritmo cardíaco sinusal tienden a desarrollar un "cuarto sonido" cardíaco (S4), conocido como galope auricular. El S4 se produce en la aurícula izquierda con la expulsión de la sangre durante la diástole hacia el ventrículo izquierdo.
También suele aparecer un tercer sonido (S3), conocido como «galope ventricular», el cual ocurre justo antes de la diástole, lo cual probablemente sea el signo más fidedigno encontrado durante el examen físico ante la presencia de una insuficiencia cardíaca izquierda. La S3 aparece durante el llenado rápido del ventrículo izquierdo. El mismo soplo cardíaco puede hallarse en sujetos jóvenes y sanos, por lo general atletas.

#### Distensión venosa
La IC derecha puede acompañarse de un incremento en la presión venosa yugular y reflujo hepatoyugular. Las venas del cuello expresan por extrapolación la presión en la aurícula derecha, de manera que cuando existe un fallo ventricular derecho que se refleja en un aumento de la presión auricular derecha y, por continuidad anterógrada, a las venas del cuello, especialmente la vena yugular, la cual aparece distendida con cada latido cardíaco durante el examen físico.
La elevada presión de llenado del corazón derecho que causa la distensión venosa suele verse acompañada de edema de las extremidades inferiores. Ambos fenómenos se deben al incremento de la presión venosa y el edema aparece cuando por motivo de la elevada presión el líquido sale de los vasos sanguíneos y se colecta en los tejidos, fundamentalmente —por efecto de la gravedad— en los miembros inferiores.

## Diagnóstico

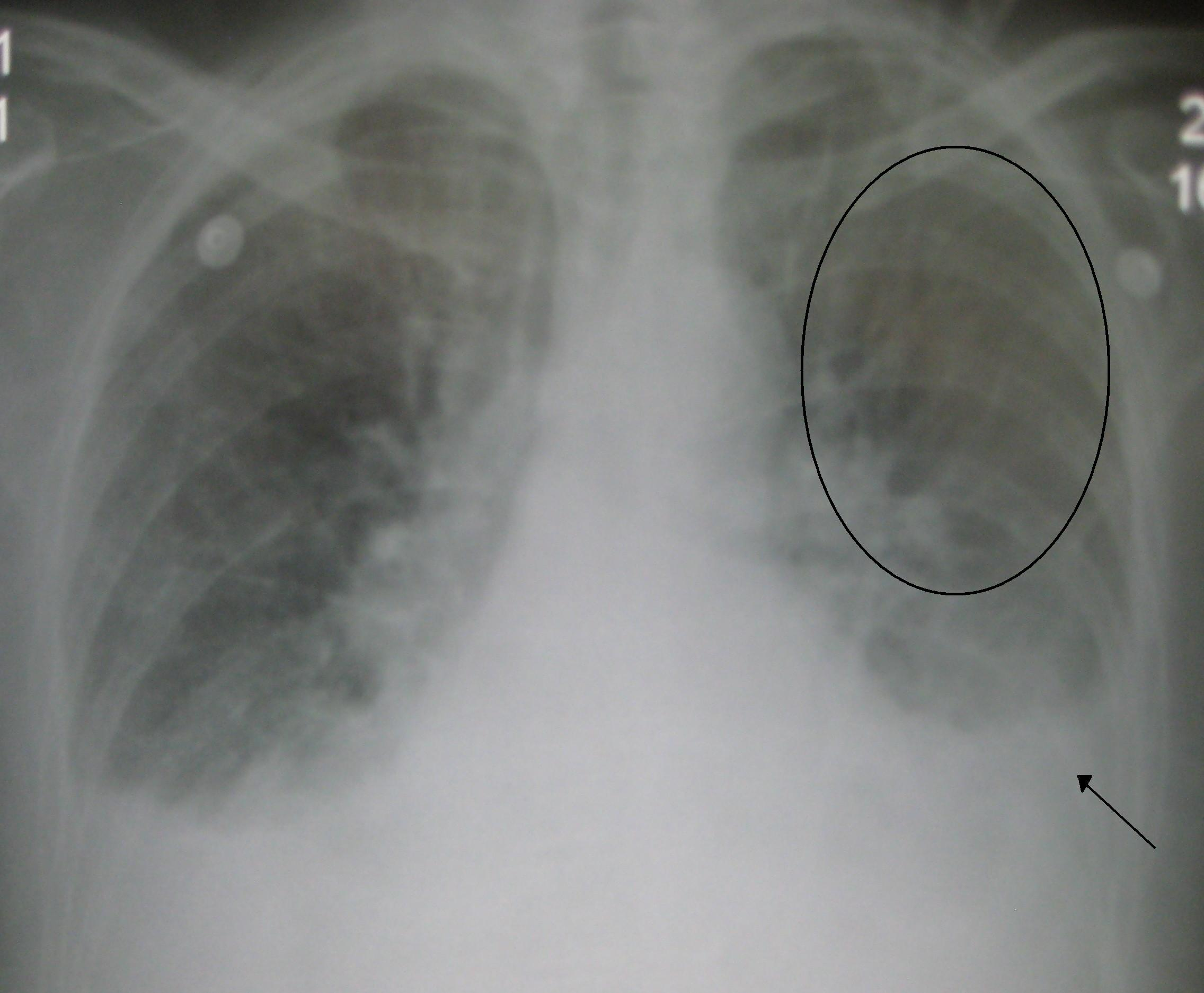
Edema pulmonar agudo. Nótese la cardiomegalia (corazón demasiado grande), la redistribución vascular apical (círculo), y los pequeños derrames pleurales bilaterales (flecha).

### Estudios de imagen
La ecografía es usada comúnmente para apoyar el diagnóstico clínico de la insuficiencia cardíaca. Esta modalidad usa el ultrasonido para determinar la porción de sangre que entra al corazón que es expulsada con cada latido, es decir, la fracción de eyección. La ecocardiografía puede también identificar una anomalía en una válvula cardíaca y verificar el estado del pericardio que rodea al corazón. Adicional a ello, la ecocardiografía puede ayudar a determinar el curso de tratamiento a seguir para aliviar al paciente, tal como medicamentos, la inserción de un desfibrilador implantable o la terapia de resincronización cardíaca.
La radiografía de tórax con frecuencia puede asistir en el diagnóstico de una IC. En el paciente compensado, puede mostrar cardiomegalia (agrandamiento visible del corazón), cuantificada como la proporción del tamaño del corazón en el pecho. En la insuficiencia cardíaca izquierda puede haber evidencia de redistribución vascular, líneas de Kerley, pérdida de definición bronquial y edema intersticial.

### Electrofisiología
Se usa el electrocardiograma (ECG/EKG) para identificar posibles arritmias, cardiopatías isquémicas, hipertrofia ventricular izquierda y derecha y la presencia de retrasos o anomalías en la conducción eléctrica del corazón, como un bloqueo de rama izquierda. De manera que aunque el ECG no es específica, puede por ejemplo, mostrar la presencia de ondas Q que indican que la causa de la IC sea un infarto de miocardio.

### Exámenes de sangre
Los exámenes de sangre de rutina realizados ante la sospecha de una IC incluyen electrolitos (sodio y potasio, por ejemplo), pruebas de función renal de la tiroides y hepática, conteo sanguíneo y, ocasionalmente, proteína C reactiva cuando se sospecha una infección. Un examen específico de insuficiencia cardíaca es el péptido natriurético cerebral (BNP), el cual se encuentra elevado en la IC. El BNP puede ser usado para diferenciar entre las posibles causas de disnea (dificultades respiratorias), en especial la IC. Si se sospecha un infarto, se puede apelar al uso de varios marcadores cardíacos.

### Angiografía
La insuficiencia cardíaca puede ser el resultado de una coronariopatía (enfermedad de las arterias coronarias) y su pronóstico depende en parte de la habilidad de las coronarias de llevar la sangre al miocardio. Como resultado, puede que sea necesario el uso de cateterismo cardíaco para identificar la posibilidad de una revascularización por medio de un baipás coronario. Durante el cateterismo cardíaco se pueden también evaluar las presiones intracardíacas, el tamaño de las cámaras del corazón, la presencia de estenosis o regurgitación valvular y la anatomía coronaria. En muchos casos resulta el método más correcto para determinar un diagnóstico específico.

### Criterios diagnósticos
No existe un criterio único para el diagnóstico de la insuficiencia cardíaca. Los sistemas más comúnmente usados son los «criterios Framingham» (derivados del estudio Framingham del corazón), el «criterio Boston», el «criterio Duke», y (concomitante con infarto agudo del miocardio) las clases Killip.

#### Criterios de Framingham
Según los criterios de Framingham, para diagnosticar la insuficiencia cardiaca (IC) se necesitan dos criterios mayores o uno mayor y dos menores:
| Criterios mayores | Criterios menores (*) |
| --- | --- |
| - Disnea paroxística nocturna - Ingurgitación yugular - Estertores - Cardiomegalia radiográfica (incremento del tamaño cardiaco en la radiografía de tórax) - Edema agudo de pulmón - Galope por tercer ruido - Reflujo hepatoyugular - Pérdida de peso > 4,5 kg en cinco días en respuesta al tratamiento - Presión venosa central mayor de 16 cm de H2O | - Edema de los miembros inferiores - Tos nocturna - Disnea de esfuerzo - Hepatomegalia - Derrame pleural - Disminución de la capacidad vital a 1/3 de la máxima registrada - Taquicardia (frecuencia cardíaca > 120 latidos/minuto) |

(*) Criterios menores sólo válidos si no pueden ser atribuidos a otras condiciones médicas, como la hipertensión pulmonar, EPOC, cirrosis, ascitis, o el síndrome nefrótico.

## Tratamiento
Los objetivos del tratamiento de la ICC debe adaptarse al proceso fisiopatológico fundamental de cada sujeto. De existir una causa reversible de la IC (por ej: infección, ingesta de licor, anemia, tirotoxicosis, arritmias, o hipertensión), deben ser atendidos por medio del ejercicio, alimentos saludables, reducción de la ingesta de sal y abstinencia de licor y cigarrillo. Adicional a ello, se debe enfocar en:
- Prevenir y enlentecer el progreso de la IC;
- Aliviar los síntomas y mejorar la capacidad de ejercicio;
- Disminuir el número de ingresos hospitalarios;
- Mejorar la calidad de vida y aumentar la supervivencia de pacientes diagnosticados.

Para alcanzar los objetivos terapéuticos, existen los siguientes recursos:

### Tratamiento no farmacológico
Se les educa a pacientes con IC sobre las diversas medidas no-farmacológicas disponibles para ellos y que pueden mejorar sus síntomas y su pronóstico. Tales medidas, entre otras, incluyen:
- Restricción de líquidos: los pacientes con IC tienen una limitada capacidad de excretar la sobrecarga de agua libre. Están además, a un mayor riesgo de hiponatremia debido a la combinación de una disminución dietética de sodio y una posible terapia diurética. Por ello, para evitar o minimizar la retención de líquidos, se aconseja limitar la ingesta de agua a 1-2 L/día en pacientes con hiponatremia, aunque la restricción de fluidos es beneficiosa para la mejora de los síntomas, sin importar la concentración de sodio en estos pacientes.
- Restricción de sal: el exceso de sodio en la ingesta tiende a precipitar o empeorar la IC, de modo que se recomienda la dieta «sin sal» (60-100 mmol ingesta total) en pacientes con IC (2-3 g por día resulta suficiente para controlar IC tipos II y III). En la IC más avanzada o severa se requerirá tal vez el limitar la sal a 1 g/día.
- Control del peso corporal. Un aumento de 5 kilos o más se asocia a una mayor frecuencia de hospitalizaciones por razón de una insuficiencia cardíaca.[27] La obesidad es un riesgo de IC e hipertrofia ventricular.
- Eliminar hábito de fumar: resulta contraindicado por ser un factor de riesgo de eventos cardiovasculares.
- Evitar medicamentos que retengan sodio y agua (AINE y esteroides).
- Limitar la ingestión de alcohol (se aconseja no sobrepasar 30 ml/día de alcohol).
- Hacer ejercicios moderados (caminar, montar bicicleta, trote ligero) mejora la ansiedad, y la depresión cuando los síntomas son leves o moderados. Se recomienda conservar cama cuando la sintomatología sea más severa.

Estas medidas suelen ser objeto de seguimiento periódico por los profesionales de medicina y enfermería, aunque también el uso de las nuevas tecnologías como la salud móvil favorecen la adherencia terapéutica al tratamiento no farmacológico.

### Tratamiento farmacológico
Existe un considerable margen de diferencia entre las evidencias y la práctica en relación con el tratamiento de la IC, en particular la subestimación de IECAs y β-bloqueantes y los antagonistas de la aldosterona, el cual había demostrado tener un beneficio para la mortalidad por IC.
El tratamiento se enfoca a aliviar los síntomas y mantener un estado normal de volumen sanguíneo total, y mejorar el pronóstico al retrasar el proceso de la insuficiencia cardíaca y reducir el riesgo cardiovascular. Los medicamentos usados son: agentes diuréticos, agentes vasodilatadores, inotrópicos positivos, inhibidores de la ECA, beta bloqueantes, y antagonistas de la aldosterona (p. ej. espironolactona). Aunque parezca intuitivo, se debe notar que el aumentar la función cardíaca con ciertas drogas, como el inotrópico positivo mirinona, conlleva a una incrementada mortalidad.

#### Agentes moduladores de la angiotensina
La terapia con inhibidores ECA se recomienda a todos los pacientes con una insuficiencia cardíaca sistólica, sin tomar en cuenta la gravedad sintomática o de la presión sanguínea. Los inhibidores de la enzima convertidora angiotensina (IECAs), mejoran los síntomas, reducen la mortalidad y la hipertrofia ventricular. El uso de antagonistas del receptor de la Angiotensina II (también conocido como bloqueadores del receptor de angiotensina), particularmente candesartan, es una alternativa aceptable si el paciente no puede tolerar los IECA.

#### Diuréticos
La terapia con diuréticos es indicada para el alivio de síntomas congestivos. Se usan varias clases, con las combinaciones reservadas para la IC severa:
- Diuréticos de asa, como la furosemida, la clase más comúnmente usada en el tratamiento de la IC, por lo general en grados moderados.[37]
- Diuréticos tipo tiazida, como la hidroclorotiazida, útil en la IC leve.
- Diuréticos ahorradores de potasio, por ejemplo, amilorida, usados para corregir la hipopotasemia.
- La espironolactona se debe utilizar para enfermos con grado III y IV de IC que no mejoran con el tratamiento de IECAs y diuréticos. Por lo general son añadidos al tratamiento con IECAs y diuréticos de asa. La eplerenona se indica específicamente para la reducción de riesgos seguido un infarto.
- Inhibidores del co-transportador SGLT2 como la empagliflozina o canaglifozina  son el tratamiento de elección y de primera recomendación en la falla cardiaca preservada y pacientes con diabetes mellitus tipo 2.[38]
- Digoxina.
- Vasodilatadores directos.
- Antagonistas del receptor para la angiotensina.

El tratamiento estándar de la IC es la asociación de IECAs y diuréticos.

#### Beta bloqueantes
Hasta hace recientemente, los β-bloqueantes eran contraindicados en el tratamiento de la IC, debido a su efecto inotrópico negativo y su habilidad de producir bradicardia, efectos que empeoran la insuficiencia cardíaca. Sin embargo, lineamientos recientes recomiendan el uso de los β-bloqueantes para pacientes con insuficiencia cardíaca sistólico debido a la disfunción sistólica del ventrículo izquierdo después de la estabilización con diuréticos e IECAs, sin necesidad de tener en cuenta la gravedad sintomática o de la presión sanguínea. El añadir un β-bloqueante, tal como con los IECAs, reduce la mortalidad y mejora la función ventricular. Varios β-bloqueantes son específicamente indicados en la IC, incluyendo: bisoprolol, carvedilol, y el metoprolol de liberación extendida. Los beta-bloqueadores deben añadirse al tratamiento estándar en los grados II y III que se mantengan sintomáticos y estables por al menos un mes.

#### Inotrópicos positivos
La Digoxina, usada en el pasado como fármaco de elección, se reserva ahora principalmente para controlar el ritmo ventricular en pacientes con fibrilación auricular, o como una alternativa para pacientes que permanecen sintomáticos con tratamiento con IECAs, β-bloqueadores y diuréticos de asa. No hay evidencias de que la digoxina reduzca la mortalidad en la IC, aunque algunos estudios sugieren una disminución de la frecuencia de hospitalizaciones.
La digoxina está contraindicada en el tamponamiento cardíaco y en miocardiopatías restrictivas.
El agente ionotrópico dobutamina es recomendado solo para uso de corto plazo para pacientes con insuficiencia cardíaca aguda descompensada, además de lo cual no tiene otros usos.

#### Vasodilatadores
La combinación de hydralazina es el único régimen vasodilatador, además de los IECA y los antagonistas de receptores de la angiotensina II, con beneficios de supervivencia demostradas. Esta combinación aparenta ser de beneficio peculiar para pacientes con IC y de herencia afroamericana, quienes no responden con eficacia a los IECA.

### Dispositivos y cirugía

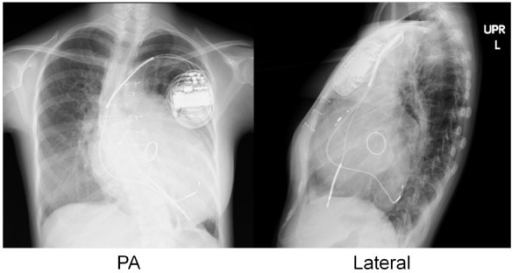
Dispositivo de resincronización cardíaca con desfibrilador automático insertado en una adolescente con miocardiopatía dilatada

Aquellos pacientes con una clase de la NYHA tipo III y IV, con una fracción de eyección menor a 35 % y un intervalo QRS igual o mayor a 120 ms pueden recibir beneficios de la terapia de resincronización cardíaca (TRC), marcando el paso de ambos ventrículos, por medio de la implantación de un marcapasos artificial o la remodelación quirúrgica del corazón. Estas modalidades mejoran los síntomas del paciente, mejoran su calidad de vida y, en algunos estudios, se ha demostrado una reducción de la mortalidad.
El estudio COMPANION demostró que la TRC mejoró la supervivencia en individuos con una IC clase NYHA III o IV con un ensanchamiento del complejo QRS en el ECG. El estudio CARE-HF demostró que los pacientes con resincronización y terapia médica óptima, se beneficiaron con una reducción del 36 % en mortalidad de todas las causas, y una reducción en la hospitalización relacionada con razones cardiovasculares. Aquellos con una IC clase NYHA II, III y IV, con una fracción de eyección del ventrículo izquierdo de 35 % (sin un requisito QRS), pueden también beneficiarse de un desfibrilador implantable, un aparato que ha sido probado en la reducción de la mortalidad por todas las causas en un 23 % comparado con un placebo. Esta mejora en la mortalidad se observó en pacientes quienes se encontraban óptimamente administrados con una terapia farmacológica.
Otro tratamiento reciente involucra el uso de un dispositivo de asistencia ventricular izquierdo (LVAD). Estos son dispositivos mecánicos tipo bomba operados con baterías que son implantados quirúrgicamente en la parte superior del abdomen. Toman sangre del ventrículo izquierdo y la bombean por la aorta. Los LVAD se están volviendo más comunes y son usados frecuentemente por pacientes en espera de un trasplante de corazón.
La opción final, si las otras medidas han fallado, es el trasplante de corazón, o la implantación de un corazón artificial. Una operación nueva y radical, aún sin muchas pruebas y en etapas iniciales de desarrollo, ha sido inventada por el médico brasileño Randas Batista en 1994. Consiste en remover trozos del ventrículo izquierdo con el fin de reducir el tamaño del ventrículo y hacer las contracciones más eficientes y prevenir el reflujo de sangre a la aurícula izquierda a través de la válvula bicúspide.

### Cuidados paliativos y hospicio
El creciente número de pacientes en el estadio de insuficiencia cardíaca (síntomas incurables de fatiga, disnea o dolor de pecho en reposo a pesar de un óptimo tratamiento médico) deben ser considerados para cuidados paliativos u hospicio.

## Pronóstico
Las diversas reglas de predicción clínica para pronosticar la insuficiencia cardíaca aguda, giran alrededor de los siguientes parámetros:
- Aquellos con niveles de nitrógeno ureico en sangre (BUN) < 43 mg/dl combinado con una presión sanguínea sistólica de a lo menos 115 mmHg tienen menos de un 10 % de probabilidad de complicaciones o de fallecer hospitalizados.
- Los pacientes con una presión sistólica por encima de 90 mmHg, una frecuencia respiratoria igual o menor de 30 respiraciones por minuto, una concentración de sodio en la sangre por encima de 135 mmol/L y sin cambios en la onda ST-T tienen menos de un 10 % de probabilidad de complicaciones o de fallecer hospitalizados.